# Natação nos Jogos Paralímpicos de Verão de 2012 - 50 m borboleta feminino
As competições de 50 metros borboleta feminino da natação nos Jogos Paralímpicos de Verão de 2012 foram disputadas entre os dias 31 de agosto e 7 de setembro no Centro Aquático de Londres, na capital britânica. Participaram desse evento atletas de 3 classes diferentes de deficiência.

## Medalhistas

### Classe S5
| Ouro   | NOR Sarah Louise Rung |
| Prata  | ESP Teresa Perales    |
| Bronze | BRA Joana Maria Silva |

### Classe S6
| Ouro   | UKR Oksana Khrul |
| Prata  | CHN Lu Dong      |
| Bronze | CHN Jiang Fuying |

### Classe S7
| Ouro   | AUS Jacqueline Freney |
| Prata  | CAN Brianna Nelson    |
| Bronze | CHN Huang Min         |

## S5

### Eliminatórias

#### Eliminatória 1
| Pos. | Raia | Atleta                | Tempo | Notas |
| ---- | ---- | --------------------- | ----- | ----- |
| 1    | 4    | ESP Teresa Perales    | 43.22 | Q     |
| 2    | 5    | BRA Joana Maria Silva | 48.37 | Q     |
| 3    | 3    | CHN Wu Qi             | 48.84 | Q     |
| 4    | 2    | HUN Réka Kézdi        | 50.49 | Q     |
| 5    | 6    | HUN Diána Zámbó       | 51.19 | Q     |
| 6    | 7    | RUS Natalia Gavrilyuk | 58.74 |       |

#### Eliminatória 2
| Pos. | Raia | Atleta                 | Tempo | Notas |
| ---- | ---- | ---------------------- | ----- | ----- |
| 1    | 4    | NOR Sarah Louise Rung  | 42.60 | Q     |
| 2    | 5    | BLR Natalia Shavel     | 47.01 | Q     |
| 3    | 3    | HUN Katalin Engelhardt | 50.79 | Q     |
| 4    | 2    | USA Jaide Childs       | 51.57 |       |
| 5    | 6    | POR Simone Fragoso     | 58.14 |       |
| —    | 7    | ITA Stefania Chiarioni | DSQ   |       |

### Final
| Pos.   | Raia | Atleta                 | Tempo | Notas              |
| ------ | ---- | ---------------------- | ----- | ------------------ |
| Ouro   | 4    | NOR Sarah Louise Rung  | 41.76 |                    |
| Prata  | 5    | ESP Teresa Perales     | 42.67 |                    |
| Bronze | 6    | BRA Joana Maria Silva  | 46.62 | Recorde da América |
| 4      | 3    | BLR Natalia Shavel     | 46.64 |                    |
| 5      | 2    | CHN Wu Qi              | 47.51 | Recorde asiático   |
| 6      | 1    | HUN Katalin Engelhardt | 47.71 |                    |
| 7      | 7    | HUN Réka Kézdi         | 48.92 |                    |
| 8      | 8    | HUN Diána Zámbó        | 52.59 |                    |

## S6

### Eliminatórias

#### Eliminatória 1
| Pos. | Raia | Atleta                    | Tempo | Notas |
| ---- | ---- | ------------------------- | ----- | ----- |
| 1    | 3    | CHN Lu Dong               | 38.28 | Q     |
| 2    | 5    | ISR Inbal Ganapol Shwartz | 39.26 | Q     |
| 3    | 4    | CHN Jiang Fuying          | 40.18 | Q     |
| 4    | 2    | TUR Özlem Baykız          | 41.05 | Q     |
| 5    | 7    | USA Noga Nir-Kistler      | 41.33 |       |
| 6    | 1    | MEX Doramitzi González    | 44.41 |       |
| 7    | 6    | AUS Tanya Huebner         | 44.78 |       |

#### Eliminatória 2
| Pos. | Raia | Atleta                       | Tempo | Notas |
| ---- | ---- | ---------------------------- | ----- | ----- |
| 1    | 4    | UKR Oksana Khrul             | 36.96 | Q     |
| 2    | 5    | RUS Anastasia Diodorova      | 39.71 | Q     |
| 3    | 6    | AUS Sarah Rose               | 40.39 | Q     |
| 4    | 3    | UKR Olena Fedota             | 40.71 | Q     |
| 5    | 2    | GBR Natalie Jones            | 41.97 |       |
| 6    | 7    | MEX Vianney Trejo Delgadillo | 44.54 |       |
| 7    | 1    | USA Ileana Rodriguez         | 45.90 |       |
| 8    | 8    | MEX Karina Domingo Bello     | 48.54 |       |

### Final
| Pos.   | Raia | Atleta                    | Tempo | Notas            |
| ------ | ---- | ------------------------- | ----- | ---------------- |
| Ouro   | 4    | UKR Oksana Khrul          | 36.05 | Recorde mundial  |
| Prata  | 5    | CHN Lu Dong               | 37.65 | Recorde asiático |
| Bronze | 2    | CHN Jiang Fuying          | 39.26 |                  |
| 4      | 1    | UKR Olena Fedota          | 39.74 |                  |
| 5      | 3    | ISR Inbal Ganapol Shwartz | 39.89 |                  |
| 6      | 7    | AUS Sarah Rose            | 40.43 |                  |
| 7      | 6    | RUS Anastasia Diodorova   | 40.47 |                  |
| 8      | 8    | TUR Özlem Baykız          | 42.91 |                  |

## S7

### Eliminatórias

#### Eliminatória 1
| Pos. | Raia | Atleta               | Tempo | Notas |
| ---- | ---- | -------------------- | ----- | ----- |
| 1    | 4    | GBR Susannah Rodgers | 37.45 | Q     |
| 2    | 5    | UKR Ani Palian       | 39.37 | Q     |
| 3    | 2    | CAN Sarah Mehain     | 39.44 | Q     |
| 4    | 3    | CHN Tan Xu           | 39.61 | Q     |
| 5    | 6    | GER Verena Schott    | 40.83 |       |
| 6    | 7    | NZL Nikita Howarth   | 40.94 |       |
| 7    | 1    | HUN Gitta Ráczkó     | 48.06 |       |

#### Eliminatória 2
| Pos. | Raia | Atleta                | Tempo | Notas |
| ---- | ---- | --------------------- | ----- | ----- |
| 1    | 4    | AUS Jacqueline Freney | 36.03 | Q     |
| 2    | 2    | CAN Brianna Nelson    | 36.87 | Q     |
| 3    | 5    | CHN Huang Min         | 37.73 | Q     |
| 4    | 6    | BRA Verônica Almeida  | 39.93 | Q     |
| 5    | 3    | CHN Yang Tianshu      | 40.85 |       |
| 6    | 7    | RUS Oxana Guseva      | 41.57 |       |
| 7    | 1    | NOR Marianne Fredbo   | 43.41 |       |

### Final
| Pos.   | Raia | Atleta                | Tempo | Notas              |
| ------ | ---- | --------------------- | ----- | ------------------ |
| Ouro   | 4    | AUS Jacqueline Freney | 35.16 | Recorde da Oceania |
| Prata  | 5    | CAN Brianna Nelson    | 36.03 |                    |
| Bronze | 6    | CHN Huang Min         | 36.50 |                    |
| 4      | 3    | GBR Susannah Rodgers  | 37.54 |                    |
| 5      | 2    | UKR Ani Palian        | 38.71 |                    |
| 6      | 1    | CHN Tan Xu            | 39.14 |                    |
| 7      | 8    | BRA Verônica Almeida  | 39.63 |                    |
| 8      | 7    | CAN Sarah Mehain      | 39.93 |                    |

Legenda
| Recorde mundial      | Recorde mundial (World record)               |                       | Recorde africano                      | Recorde africano (African) |                                           | Q | Classificado por posição (Qualified) |
| Recorde paralímpico  | Recorde paralímpico (Paralympic record)      | Recorde da América    | Recorde da América (Americas)         | q                          | Classificado por melhor tempo (Qualified) |   |                                      |
| Melhor marca do ano  | Melhor marca do ano (World leading)          | Recorde asiático      | Recorde asiático (Asian)              | DNS                        | Não largou (Did not start)                |   |                                      |
| Recorde nacional     | Recorde nacional (National record)           | Recorde europeu       | Recorde europeu (European)            | DNF                        | Não terminou (Did not finish)             |   |                                      |
| Recorde pessoal      | Recorde pessoal do atleta (Personal best)    | Recorde da Oceania    | Recorde da Oceania (Oceania)          | DSQ / DQ                   | Desclassificado (Disqualified)            |   |                                      |
| Recorde da temporada | Recorde da temporada do atleta (Season best) | Recorde sul-americano | Recorde sul-americano (South America) | NM                         | Sem marca (No mark)                       |   |                                      |